# Big Pig
Big Pig è stato un gruppo funk, rock e pop australiano in attività dal 1985 al 1991. Una delle prime formazioni era composta da Sherine Abeyratne alla voce solista e alle percussioni, Tony Antoniades alla voce e all'armonica, Neil Baker alla batteria, Nick Disbray alla voce e alle percussioni, Tim Rosewarne alla voce e alle tastiere, Adrian Scaglione alla batteria e Oleh Witer alla voce e alle percussioni.
Il gruppo ha pubblicato due album, Bonk (1988) caratterizzato dall'assenza di chitarre e tre batteristi e You Lucky People (1990), con l'etichetta White Records Label di Mushroom Records.
Bonk ha raggiunto la quinta posizione nel Kent Music Report sul quale  il gruppo ha visto tre dei suoi singoli nella top 50 con Hungry Town che ha raggiunto la diciottesima posizione, così come Breakaway e Big Hotel al numero 40. In Nuova Zelanda, Breakaway ha raggiunto la vetta delle classifiche, mentre Hungry Town e Big Hotel hanno entrambi raggiunto la top 30.

## Discografia

### Album in studio
- 1986 Big Pig (Big Pig Music, Mini-LP) - ARIA Awards 1987 (Best Cover Art)
- 1988 Bonk (White Label Records)
- 1990 You Lucky People (White Label Records)

### Singoli
- 1986   Hungry Town  /  Hungry Town (Dance Remix) – White Label (K-120)
- 1987 Boy Wonder  /  Hellbent Heaven   – White Label (K-251)
- 1988 Breakaway  /  Hellbent Heaven   – White Label (K-423)
- 1988 Big Hotel  /  Fine Thing   – White Label (K-570)
- 1988 Iron Lung   – White Label (X 13349)
- 1990 Justifier  /  Taste   – White Label (K-10223)
- 1991  Hanging Tree
- 1991 King of Nothing  /  Bound   – White Label (K 10223)
- 1991 Inbetween days